# SN 2011bb
SN 2011bb – supernowa typu Ia odkryta 14 marca 2011 roku w galaktyce A113527-3800. W momencie odkrycia miała maksymalną jasność 16,60m.